# ميشيل الكسندر
ميشيل الكسندر (بالإنجليزية: Michelle Alexander)‏ هي مؤلفة وناشطة حقوق الإنسان ومحامية أمريكية، ولدت في 7 أكتوبر 1967 في الولايات المتحدة.

## وصلات خارجية
- ميشيل الكسندر على موقع IMDb (الإنجليزية)
- ميشيل الكسندر على موقع ميوزك برينز (الإنجليزية)
- ميشيل الكسندر على موقع قاعدة بيانات الفيلم (الإنجليزية)